# Ефроній

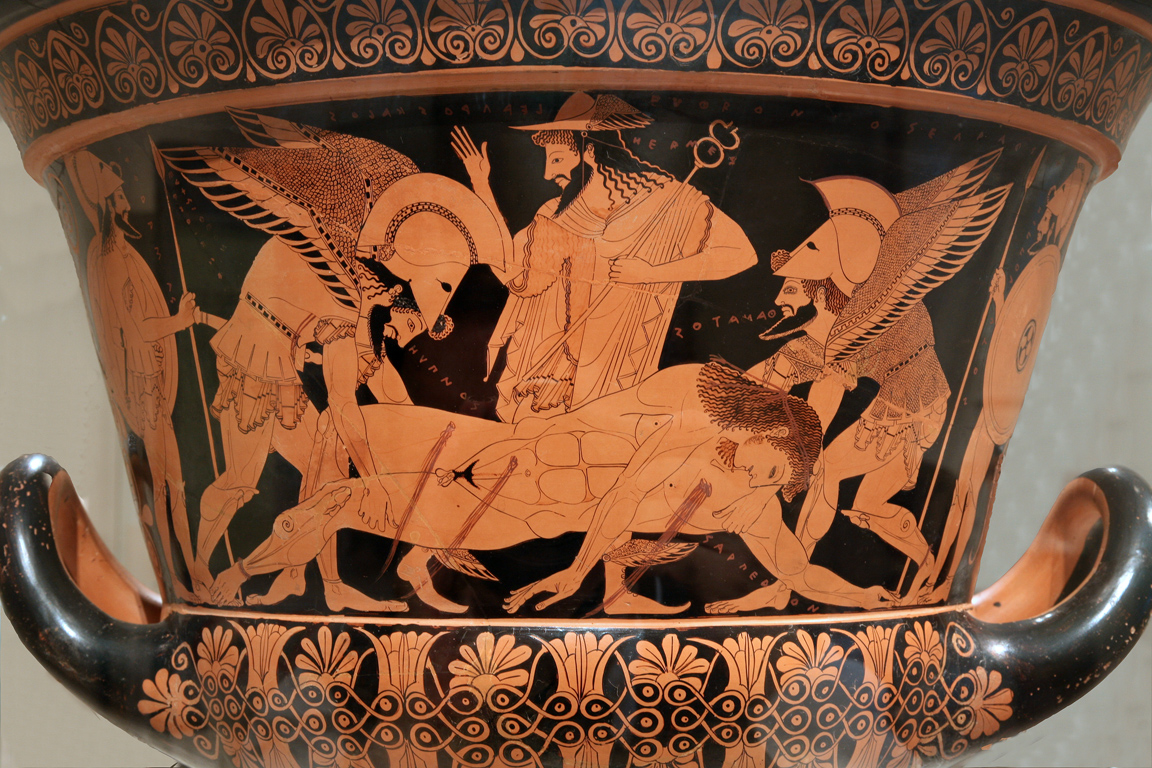
Кратер Ефронія. Мертвий Сарпедон, Танатос і Гіпнос та бог Меркурій. Вілла Джулія, Рим.

Ефроній — давньогрецький аттичний вазописець і гончар кінця VI — початку V століття до н. е., найбільший представник «суворого стилю» та групи вазописців-піонерів.
Імовірно, Ефроній починав працювати у чорнофігурній техніці. У розписах (з міфологічними та жанровими сюжетами) прагнув до передачі складних рухів.
Твори: кілікси «Битва Геракла з Геріоном», «Вершник» (обидва — Державне античне зібрання, Мюнхен), кратер «Боротьба Геракла з Антеєм», «Псіктер з гетерами» (Ермітаж, Санкт-Петербург) та інші. Можливо, Ефроній — автор «Пеліки з ластівкою». Найвідомішою роботою Ефронія є, так званий, Сарпедонський кратер.